# Аахенський мир (1748)
Другий Аахенський мир поклав край війні за австрійську спадщину. Англія та Нідерланди 30 квітня 1748 року уклали попередню угоду з Францією, після чого 18 жовтня того ж року було підписано цими державами кінцевий мирний договір, до якого 28 жовтня долучилась й Австрія, а згодом Іспанія та Сардинія. 

## Зміст
За цим миром було підтверджено як всі попередні мирні угоди, так і Прагматичну санкцію 1713 року австрійського імператора Карла VI, згідно з якою за його донькою Марією Терезією визнавались права на престол. За державами було визнано лише ті межі, які вони мали до початку війни.
Пруссія отримувала Сілезію, Іспанія та Сардинія — території в Італії, частково за рахунок австрійських володінь. Франція повинна була відмовитися від земель, захоплених у Нідерландах, а також повернути Великій Британії Мадрас і деякі території в Америці. Велика Британія, крім того, домоглася пролонгації на 4 роки договору про «асієнто» (права англійських компаній на ввезення рабів до іспанських колоній в Америці), чим завершила англо-іспанську війну 1739-1748, та рішення про зруйнування укріплень Дюнкерка.

## Історичне значення
Договір ще більше загострив суперництво Австрії і Пруссії, й не вирішив протиріч між європейськими державами, що згодом призвели до Дипломатичної революції та Семирічної війни 1756–63 років.